# Вест Хејверстро (Њујорк)
Вест Хејверстро (енгл. West Haverstraw) град је у америчкој савезној држави Њујорк.

## Демографија
По попису из 2010. године број становника је 10.165, што је 130 (-1,3%) становника мање него 2000. године.
| Група             | 2000.         | 2010.         |
| Белци             | 5.246 (51,0%) | 3.693 (36,3%) |
| Афроамериканци    | 1.318 (12,8%) | 1.842 (18,1%) |
| Азијати           | 427 (4,1%)    | 467 (4,6%)    |
| Хиспаноамериканци | 3.127 (30,4%) | 4.156 (40,9%) |
| Укупно            | 10.295        | 10.165        |